# Schausia triplagiata
Schausia triplagiata là một loài bướm đêm trong họ Noctuidae.